# Hanka Pachale
Hanka Pachale (ur. 12 września 1976 roku w Schwerinie) – niemiecka siatkarka, reprezentantka kraju. Gra na pozycji przyjmującej. Znana jest także z występów w siatkówce plażowej.
W 2012 r, zakończyła karierę zawodniczą.
Jej siostrą jest inna siatkarka, reprezentantka Niemiec Maja Pachale.

## Sukcesy
- 2000 - Mistrzostwo Włoch
- 2007 - Superpuchar Włoch
- 2008 - Zwycięstwo w Lidze Mistrzyń
- 2008 - Wicemistrzostwo Włoch
- 2011 - Mistrzostwo Francji
- 2011 - Puchar Francji